# Steve Nicol
Steve Nicol (11 de dezembro de 1961) é um ex-futebolista e treinador de futebol escocês.

## Carreira
Steve Nicol competiu na Copa do Mundo FIFA de 1986, sediada no México, na qual a seleção de seu país terminou na 19º colocação dentre os 24 participantes.